# 해저화산

해저화산 분포도

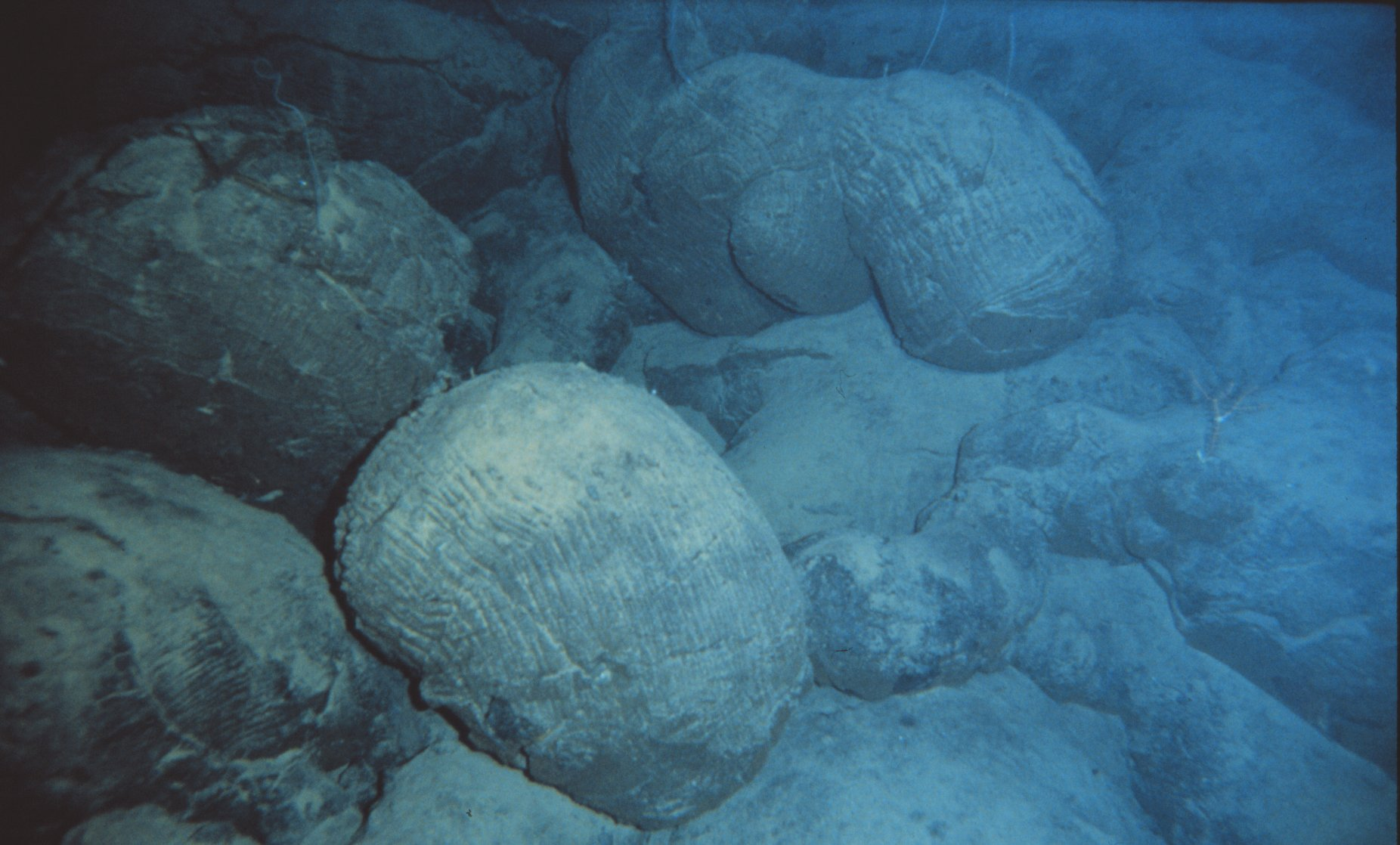
해저화산이 생성한 베개 용암

해저화산(海底火山)은 해저에 생긴 화산을 말한다. 이 해저화산이 분출물의 퇴적이나 해저의 융기에 의하여 꼭대기 부분이 화산섬이 되기도 한다. 화산의 종류로는 땅 위에 있는 화산과 같으나 주위에 대량의 해수가 존재해, 높은 수압으로 인해 육상의 화산과 비교하면 분화 규모가 작은 것이 많다. 다만 비교적 얕은 장소에서 분화했을 경우, 수압이 적기 때문에 육상 화산과 비슷한 규모의 분화를 일으킨다. 또, 해수가 마그마와 만나 한 순간에 기화하는 마그마 수증기 폭발이 일어나는 경우도 있다. 매우 드물게 아스팔트를 분출하는 아스팔트 화산이 확인되기도 한다.

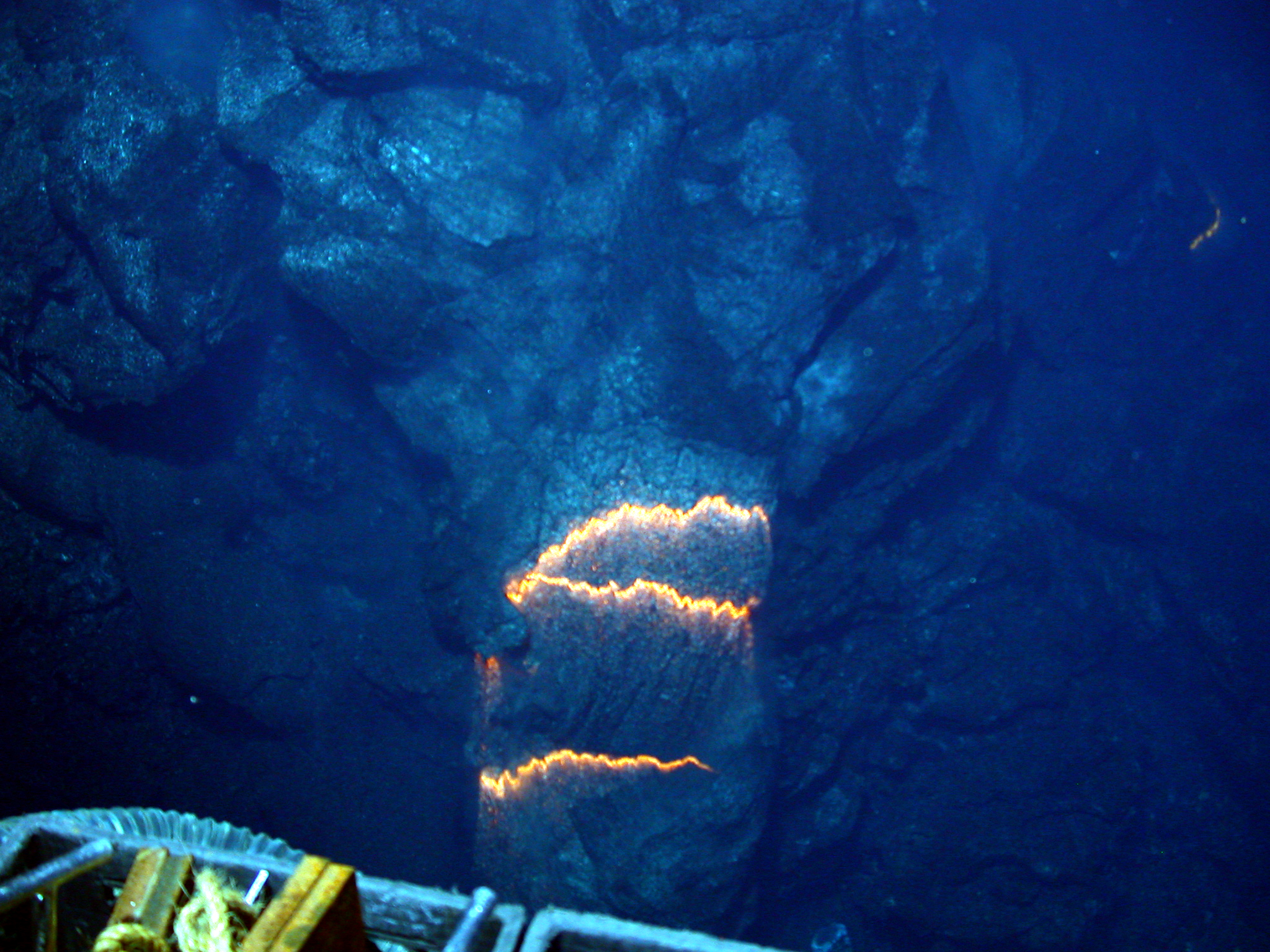
사모아 제도에 존재하는 해저화산 웨스트 마타, 2009년 5월